# Montréal-Nord

Montréal-Nord era uma cidade do Quebec, localizada na Ilha de Montreal, e que foi fundida à cidade de Montreal em 2002. Atualmente, Montréal-Nord é uma região administrativa da cidade de Montreal. Sua população, do censo nacional de 2002 era de cerca de 83 600 habitantes.